# 埼玉県道264号原郷熊谷線
埼玉県道264号原郷熊谷線（さいたまけんどう264ごう はらごうくまがやせん）は、埼玉県深谷市原郷と熊谷市を結ぶ一般県道。
路線の大半（具体的には深谷市東方町以東の区間）は旧中山道である。

## 概要
- 起点：深谷市原郷（埼玉県道127号深谷飯塚線交点）
- 終点：熊谷市玉井（国道17号現道交点）

## 通過する自治体
- 深谷市
- 熊谷市

## 交差・接続する道路
- 埼玉県道127号深谷飯塚線（深谷市原郷・檜山神社前交差点）
- 埼玉県道263号弁財深谷線（深谷市東方・原郷の境目 - 東方町2丁目交差点まで重複）
- 埼玉県道276号新堀尾島線（熊谷市新堀）※一部重複
- 埼玉県道359号葛和田新堀線（熊谷市玉井南）
- 国道17号熊谷バイパス（熊谷市玉井）
- 国道17号現道（終点）